# دارين كونيل
دارين كونيل (بالإنجليزية: Darren Connell)‏ (3 فبراير 1982 في المملكة المتحدة - ) هو لاعب كرة قدم بريطاني في مركز الهجوم. لعب مع ماكليسفيلد تاون ونادي أكرينغتون ستانلي ونادي بلاكبول ونادي سكاربورو وغرانتهام تاون ‏ ونادي بارسكو وHucknall Town F.C. ‏ ونادي بارو.

## وصلات خارجية
- دارين كونيل على موقع Soccerbase.com (لاعب) (الإنجليزية)